# Station Achères-Ville
Achères - Ville is een station in Frankrijk. Het ligt aan lijn A van de RER en lijn L van het netwerk van de Transilien, in de gemeente Achères in het departement Yvelines.

## Treindienst
| Serie   | Treinsoort        | Route | Bijzonderheden |
| ------- | ----------------- | --- | -------------- |
| RER A   | RER (SNCF / RATP) | [ [ Cergy-le-Haut – Achères-Ville – ] / [ Poissy – ] Maisons-Laffitte – ] / [ Saint-Germain-en-Laye – Rueil-Malmaison – Nanterre-Université – ] Nanterre-Préfecture – La Défense – Châtelet - Les Halles – Paris-Lyon – Vincennes – [ Fontenay-sous-Bois – La Varenne - Chennevières – Boissy-Saint-Léger ] / [ Val de Fontenay – Bry-sur-Marne – Noisy-le-Grand - Mont d’Est – Torcy – Marne-la-Vallée - Chessy ] |                |
| Trans L | Transilien (SNCF) | Paris Saint-Lazare – Bécon-les-Bruyères – [ Nanterre-Université – Maisons-Laffitte – Achères-Ville – Cergy-le-Haut ] / [ [ La Défense – Saint-Cloud – [ Versailles-Rive-Droite ] / [ Marly-le-Roi – Saint-Nom-la-Bretèche - Forêt de Marly ] ] |                |

| Richting         | Vorig station       | Lijn    | Volgend station  | Richting                  |
| ---------------- | ------------------- | ------- | ---------------- | ------------------------- |
| Cergy-le-Haut A3 | Conflans-Fin-d’Oise | RER A   | Maisons-Laffitte | Marne la Vallée-Chessy A4 |
| Cergy-le-Haut    | Conflans-Fin-d’Oise | Trans L | Maisons-Laffitte | Paris Saint-Lazare        |